# Brandsbol, Forsnäs och Norra Bråne
Brandsbol, Forsnäs och Norra Bråne var en av SCB avgränsad och namnsatt småort i Gräsmarks socken, Sunne kommun. Den omfattade bebyggelse i de sammanväxta byarna Brandsbol, Forsnäs och Norra Bråne belägna en dryg halvmil nordväst om socknens huvudort Uddheden. 2015 ändrade SCB metod för att ta fram småortsstatistik, varvid orten inte längre kom att räknas bland småorterna.
Forsnäs är upptaget i skattelängden som 1/4 skattehemman år 1617 och Norra Bråne är upptaget som 1/4 skattehemman år 1638. 
De två hemmanen är ursprungligen utmarker till Tosseberg vid Fryken.
Brandsbols gård var prästgård i Gräsmark socken mellan 1758 och 1916, och fick sitt namn efter Mattias Brand.

## Befolkningsutveckling
| Befolkningsutvecklingen | Befolkningsutvecklingen | Befolkningsutvecklingen | Befolkningsutvecklingen | Befolkningsutvecklingen |
| ----------------------- | ----------------------- | ----------------------- | ----------------------- | ----------------------- |
|                         |                         |                         |                         |                         |
| År                      |                         |                         | Invånare                |                         |
| 1995                    | 1995                    |                         | 60                      | 60                      |
| 2000                    | 2000                    |                         | 58                      | 58                      |
| 2005                    | 2005                    |                         | 57                      | 57                      |
| 2010                    | 2010                    |                         | 54                      | 54                      |
| Källa:                  |                         |                         |                         |                         |